# Ивана Нинковић
Ивана Нинковић (Требиње, 15. децембар 1995) је репрезентативка Босне и Херцеговине у пливању у дисцилини 100 метара прсним стилом. Чланица је Пливачког клуба Олимп из Бањалуке, а тренер јој је Вељко Пиљевић . Висока је 171 цм, а тешка 60 кг.
Због добрих резултата које је постигла на Светском првенству за јуниоре у Шангају 2011 и Европском првенству у Дебрецену 2012. где је пливала лични рекорд 1:11,19 добила је специјалну позивницу да учествује на Летњим олимпијским играма 2012. у Лондону у својој дисциплини 100 метара прсно. Била је најмлађа од шест чланова делегације Босне и Херцеговине. Због недовољно средстава на игре у Лондон је путовала без тренера Вељка Пиљевића . Пливала је у најслабијој групи и победила резултатом 1:14,04, што јој није било довољно за улазак у полуфинале.
Ивана Нинковић је на Европским првенству у пливању на малим базенима 2012. у француском граду Шарту у дисциплини 100 м прсно заузела 25. место резултатом 1:10,17, што је нови рекорд Босне и Херцеговине,(стари рекорд је износио 1:10,33).

## Спортиста године
Проглашена је за најбољег спортисту Републике Српске и за најбољег спортисту БиХ у 2012. години. У 2013. заузела је 4. мјесто на проглашењу најбољих спортиста Републике Српске а за исту годину је проглашена и најбољим спортистом града Бање Луке.